# Amphibolurus norrisi
Amphibolurus norrisi är en ödleart som beskrevs av  Geoffrey J. Witten och Coventry 1984. Amphibolurus norrisi ingår i släktet Amphibolurus och familjen agamer. IUCN kategoriserar arten globalt som livskraftig. Inga underarter finns listade i Catalogue of Life.

## Utbredning
Arten finns i västra delen av Victoria och angränsande regioner i södra Australien samt på Eyrehalvön och utmed Stora Australbuktens kust.